# 意大利高速鐵路
意大利高速鐵路是一個位於意大利的高速鐵路系統。意大利是歐洲最早實行鐵路高速化的國家，然而與法國TGV或日本新幹線不同，意大利起初並不依賴建設全新路線，而採用傾斜列車提速，亦即潘多利諾。
意大利的高速鐵路較為特殊。除有TAV公司（本身由意大利國鐵FS營運，公營）以外尚有一家民營高速鐵路企業，名為新旅客交通（NTV），列車名為Italo。

## 路線網絡
意大利的首條高速鐵路路線Direttissma，佛羅倫薩－羅馬高速鐵路於1970年動工。然而，全線於1992年才通車，前後一共22年。其餘路線則相對較快，由2005年至2009年左右，米蘭－那不勒斯高鐵走廊已經建設完成，都靈－威尼斯高鐵走廊也已部分通車。

### 營運中
- 佛羅倫薩－羅馬高速鐵路
- 羅馬－那不勒斯高速鐵路
- 米蘭－都靈高速鐵路
- 米蘭－博洛尼亞高速鐵路
- 博洛尼亞－佛羅倫薩高速鐵路

以下列表為正在營運中的高速鐵路路線。
| 路線                          | 長度 公里 | 啟用時間                                                  | 行車時間 | 最高時速 km/h | 電壓        |
| ----------------------------- | --------- | --------------------------------------------------------- | -------- | ------------- | ----------- |
| 佛羅倫薩－羅馬 "Direttissima" | 254       | 1978-02-24 / 1992-05-26                                   | 1:18     | 250           | 3 kV DC     |
| 羅馬－那不勒斯                | 205       | 2005-12-19 / 2009-12-13                                   | 1:08     | 300           | 25 kV 50 Hz |
| 米蘭－都靈                    | 125       | 2006-02-10 （都靈 - 諾瓦拉） 2009-12-13 （諾瓦拉 - 米蘭） | 0:44     | 300           | 25 kV 50 Hz |
| 帕多瓦– 威尼斯（梅斯特雷）    | 25        | 2007-03-01                                                | 0:14     | 250           | 3 kV DC     |
| 米蘭–特雷维廖                 | 27        | 2007-07-02                                                | -        | 250           | 3 kV DC     |
| 那不勒斯－薩萊諾              | 29        | 2008-06                                                   | 0:30     | 250           | 3 kV DC     |
| 米蘭－博洛尼亞                | 215       | 2008-12-13                                                | 0:53     | 300           | 25 kV 50 Hz |
| 博洛尼亞－佛羅倫薩            | 79        | 2009-12-05                                                | 0:35     | 300           | 25 kV 50 Hz |
| 總計                          | 926       |                                                           |          |               |             |

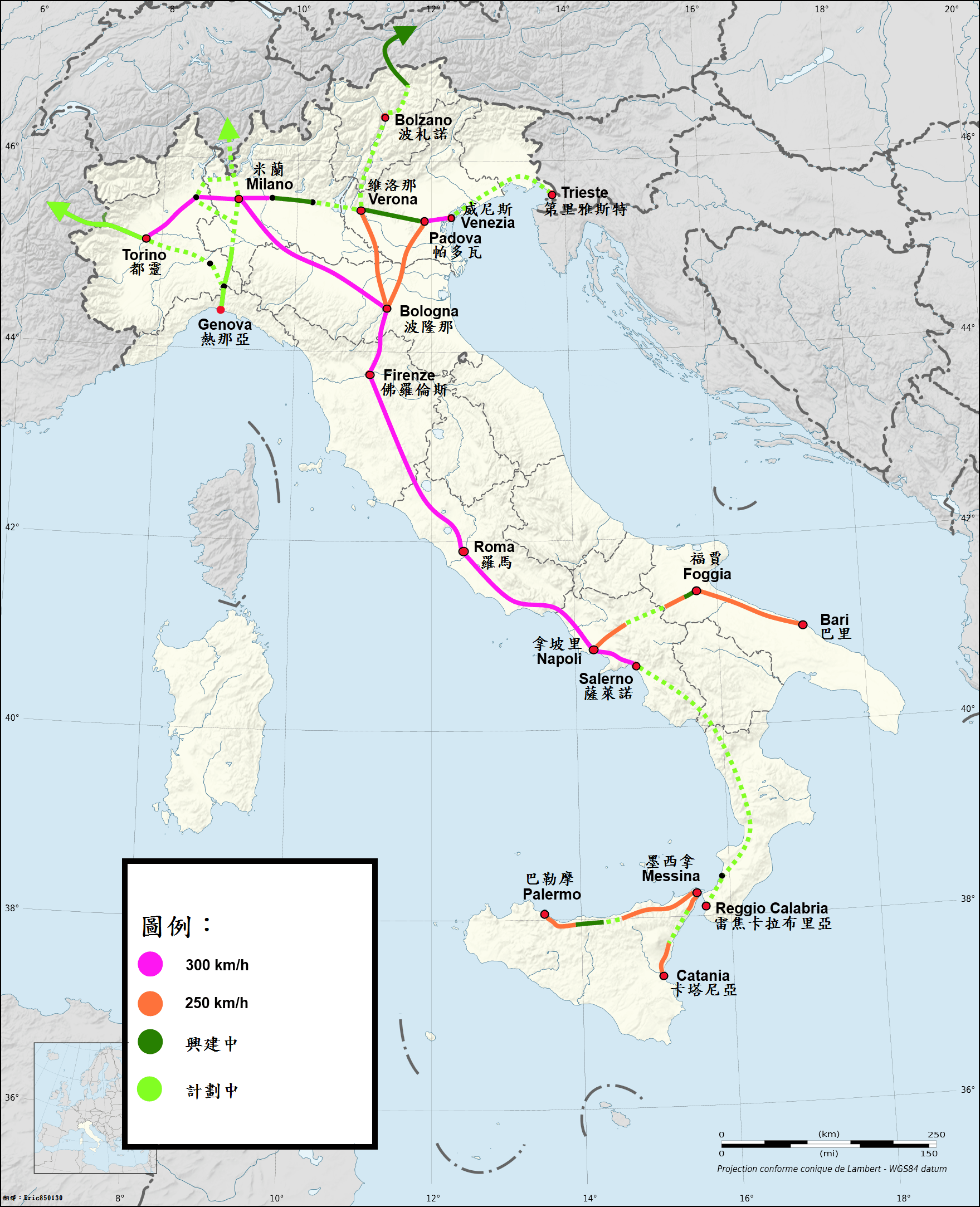
義大利高速鐵路路網圖

以下列表為顯示最長與最短的行車時間（取決於站與站之間的距離）。
|          | 博洛尼亞    | 佛羅倫斯    | 米蘭        | 那不勒斯    | 羅馬        | 都靈        |
| -------- | ----------- | ----------- | ----------- | ----------- | ----------- | ----------- |
| 博洛尼亞 | -           | 0:35        | 0:53        | 3:15 (3:35) | 1:54 (2:03) | 2:02        |
| 佛羅倫斯 | 0:35        | -           | 1:31        | 2:31 (2:51) | 1:18 (1:45) | 2:38        |
| 米蘭     | 0:53        | 1:31        | -           | 3:50 (4:18) | 2:40 (3:08) | 0:44 (1:00) |
| 那不勒斯 | 3:15 (3:35) | 2:31 (2:51) | 3:50 (4:18) | -           | 1:08        | 5:00 (5:25) |
| 羅馬     | 1:54 (2:35) | 1:18 (1:45) | 2:40 (3:08) | 1:08        | -           | 3:48        |
| 都靈     | 2:02        | 2:38        | 0:44 (1:00) | 5:00 (5:25) | 3:48        | -           |

### 米蘭至薩萊諾路線
米蘭至薩萊諾路線是義大利當地主要的南北向高速鐵路路線。
米蘭至博洛尼亞的路線於2008年12月13日分段完工通車。整條路線的建設總計耗費69億歐元，長達182公里的路線與A1高速公路相互平行前進，總計穿越義大利境內的7個省份與32個市镇。此路線沿途與8條既有路線互相連結。在雷焦艾米利亞有與該路線連結的車站，車站由瓦倫西亞建築師聖地亞哥·卡拉特拉瓦進行設計，並於2013年6月車站完工啟用。他還針對橫跨A1高速公路的高鐵路線設計了一座由他屬名的橋樑。高鐵路線於博洛尼亞設有一座多重架構的車站（由於該地是義大利主要鐵路的交匯處）車站由日本建築師磯崎新進行設計。

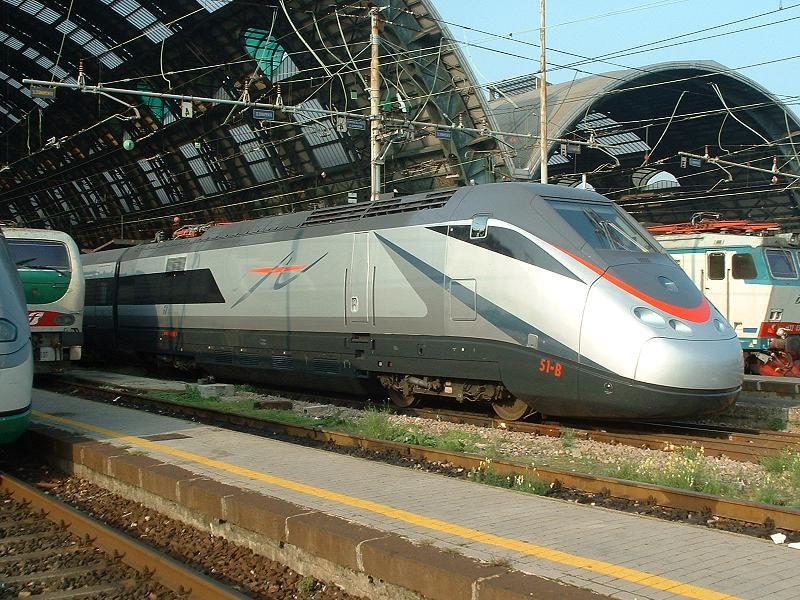
ETR 500 AV 在米蘭車站。此車輛是2009年2月4日運行在博洛尼亞 - 佛羅倫斯段上的ETR 500 Y1版本。其最高時速可達到 362 km/h，其曾在隧道運行時締造一個新世界速度紀錄。

博洛尼亞 - 佛羅倫斯線在2009年12月12日完工通車，使得兩座城市之間僅需耗費37分鐘的行車時間。然而，這段高鐵路線是極為複雜的路線，由於該路線大約有93％的路線（78.5公里）都需要興建隧道來通過亞平寧山脈。博洛尼亞 - 佛羅倫斯線上，總計有9座長600公尺到18.5公里不等的隧道，中間僅有不到5公里的平面路線，然後到達佛羅倫斯後，新建有一座大型的多重結構高鐵車站，這座車站設立在貝爾菲奧雷，是由英國建築設計師諾曼·福斯特所設計。
佛羅倫薩 - 羅馬線的路線中包含了舊的“Direttissima”（字面意思：最直接的），而兩個城市之間的高鐵總長為240公里（150英里）。"Direttissima" 是歐洲地區最早完成的高速鐵路路線，它在1977年與1986年之間完工。該路線的升級計畫由義大利高速列車（義大利語：Treno Alta Velocità）完成。當高鐵列車進入羅馬後，列車在羅馬的 Tiburtina 車站可以選擇停在其他的聯運車站，由建築師ABD 設計，並由Paolo Desideri 或是 特米尼車站聯繫推動。
羅馬 - 那不勒斯段的南端起始點位在義大利的首都，該路線中第一個高速段是在2005年12月開始正式營運。這條路線總計通過在拉齊奧省與坎帕尼亞省境內的61座自治市，並在佛羅西羅內北部、卡西諾南方以及卡塞塔北方與現有的國家鐵路網連結。2009年12月13日，格里奇尼亞諾到拿坡里市中心最後的18公里正式完工。在坎帕尼亞大區，高鐵路線穿越阿夫拉戈拉，並且在此設立了一座重要的轉乘站，這座車站是由伊拉克籍的建築師扎哈·哈迪德所設計。

### 都靈至第里雅斯特路線
都靈至第里雅斯特線中總長85公里的都靈 - 諾瓦拉段於2006年2月通車。諾瓦拉 - 米蘭段在2009年12月12日通車，讓米蘭中央車站與都靈新門車站之間行車時間僅需要59分鐘。（米蘭的 Milano P. Garibaldi 車站至都靈的 Porta Susa 車站更只需要45分鐘。）這兩段路線合併後有125公里長，其中有97公里長（約占總長80%）的路線坐落在皮埃蒙特區（都靈，韋爾切利省和諾瓦拉省），另外27公里（約占總長20％）的路線則坐落在倫巴第大區（米蘭省）。為了最大限度地降低對環境的影響，都靈 - 米蘭線的高鐵都是基於既有的路廊上興建，因此該段高鐵路線是依附著A4都靈 - 米蘭高速公路而行的。
米蘭 - 威尼斯段包括從帕多瓦延伸至梅斯特（威尼斯），以及米蘭 - 特萊維奧段目前皆已投入營運。優先軌道工程部分，目前已正在興建中：預計在2016年時，將會開通特雷维廖 - 布雷西亞的高鐵路線。

### 站點以及歐洲連通
目前，自米蘭連結至熱那亞港口的高鐵路線已開始計劃，並且更進一步的，計畫將路線穿越阿爾卑斯山脈來使得義大利的高速鐵路系統與路網能夠與歐陸地區的鐵路系統接軌，此計畫由歐盟（EU）與大型聯運泛歐運輸通道（large intermodal pan-European transport corridors）來推動與計劃。
新的阿爾卑斯山鐵路連結其目的是為增加鐵路運輸的路線，然而其真正主要目的是在於支援未來預估的國際鐵路運輸量，使其能夠與歐洲各地的高速鐵路系統完全兼容，讓公路運輸轉換成鐵路運輸模式的運費成本能夠大比例的再平衡。在新的工程技術與修訂過的施工標準之下，穿越阿爾卑斯山的隧道將會擁有更高階的安全水準。
這項計畫中包含新建一條國際路線，並升級以下現有的義大利鐵路：弗雷瑞斯（都靈 - 里昂）；聖哥達（基亞索 - 蒙扎、加拉拉泰以及貝林佐納）；
辛普朗（多莫多索拉 - 諾瓦拉）；布倫納（豐澤 - 因斯布魯克）；塔爾維肖 - 塞默靈（烏迪內 - 塔維西奧）； 穿越東部 Valico Orientale（威尼斯 - 第里雅斯特 - 龙基-代莱焦纳里）。

## 未來路線

### 建設中
- 米蘭－威尼斯高速鐵路：雖然該路線之興建工程已分別在2003年以及2006年收到批准，然而維羅納 - 帕多瓦線至今尚未動工，米蘭 - 威尼斯線則在2011年時開始興建。[5]米蘭 - 特雷维廖線和帕多瓦 - 梅斯特線將成為米蘭 - 威尼斯線的一部分。
- 米蘭－熱那亞高速鐵路：該線路於2006年時批准，於2011年正式動工興建。[6]
- 都靈－里昂高速鐵路：都靈－里昂線將會串連里昂、香貝里和都靈，並且完成後將會加入了法國的 TGV 和義大利的 TAV 系統。該計劃將會使得弗雷瑞斯的鐵路成為重要的連接路線。

### 規劃中
- 米蘭－基亞索高速鐵路：為一條連結義大利、瑞士和德國的計劃路線，是瑞士 AlpTransit 專案的一個構想，該計劃中包含聖哥達基線隧道和勒奇山基線隧道。
- 布倫納基線隧道（英语：Brenner Base Tunnel）：布倫納基線隧道將連結維羅納、因斯布魯克和慕尼黑，從而成為連接義大利，奧地利和德國三國的高速鐵路路線。布倫納基線隧道是連結三國高速鐵路一系列計劃中最重要的部分，這個計劃預計將連結德國柏林到西西里島的巴勒莫，並且納入全歐交通網絡的一部分。2008年12月，歐洲運輸署署長安東尼奧·塔亞尼，批准了高達170億歐元的資金來針對條路線中11個興建案資助。目的在於完成橫跨歐洲大陸南北兩地的高鐵路線建設。
- 第里雅斯特 - 跨境斯洛維尼亞 - 盧比安納：連結盧比安納的鐵路路線將能夠促進東歐的鐵路系統發展，以及連結義大利的 TAV 系統與斯洛維尼亞的潘多利諾系統

## 列車
列車名稱以ETR（Electrico Treno Rapido）開頭，高速電動動車組之意。一共有ETR450、ETR460 、ETR480、ETR485、ETR470（齊薩爾皮諾）、 ETR500（意大利歐洲之星）、ETR600（新潘多列諾）、ETR610。另有ETR1000，即AGV575，營運Italo列車。

## 外部連結
- rfi.it - 義大利鐵路網（RFI），基礎設施管理
- Railway Technology.com article （页面存档备份，存于） 在義大利高鐵上的 NTV
- trenitalia.com （页面存档备份，存于） - Trenitalia 官方網站與電子書
- italotreno.it （页面存档备份，存于） - Nuovo Trasporto Viaggiatori (NTV) Italo 電子書